# 覃塘区
覃塘区（しんとう-く）は中華人民共和国広西チワン族自治区貴港市に位置する市轄区。

## 行政区画
- 街道:覃塘街道
- 鎮:東竜鎮、三里鎮、黄練鎮、石卡鎮、五里鎮、樟木鎮、蒙公鎮
- 郷:山北郷、大嶺郷